# Messier 91
Messier 91 (NGC 4548) is een balkspiraalvormig sterrenstelsel in het sterrenbeeld Hoofdhaar (Coma Berenices) en is lid van de Virgocluster. Messier 91 is van het type SBb en wordt als balkspiraal gecatalogiseerd. Na het in 1781 ontdekt te hebben nam Charles Messier het object op in zijn lijst van komeetachtige objecten als nummer 91. Door een fout in Messiers originele positiebepaling voor dit sterrenstelsel was het pas in 1969 zeker geworden dat dit inderdaad de door hem waargenomen "nevel" was.
Voor de amateur waarnemer is Messier 91 een van de moeilijkst waarneembare van de lijst van Messierobjecten.